# 奎宿增十六
仙女座45，又名BD+36 201，HD 7019、SAO 54494、HR 348，是仙女座的一颗恒星，视星等为5.81，位于銀經127.24，銀緯-24.98，其B1900.0坐标为赤經1h 5m 32.9s，赤緯+37° -24.98′ 31″。